# Stazione di Weimar
La stazione di Weimar è la principale stazione ferroviaria della città tedesca di Weimar. Essa è posta lungo la linea Halle-Bebra ed è punto d'origine delle linee per Gera e per Kranichfeld; in passato era capolinea anche delle ferrovie per Buchenwald e per Rastenberg (quest'ultima a scartamento metrico).

## Storia

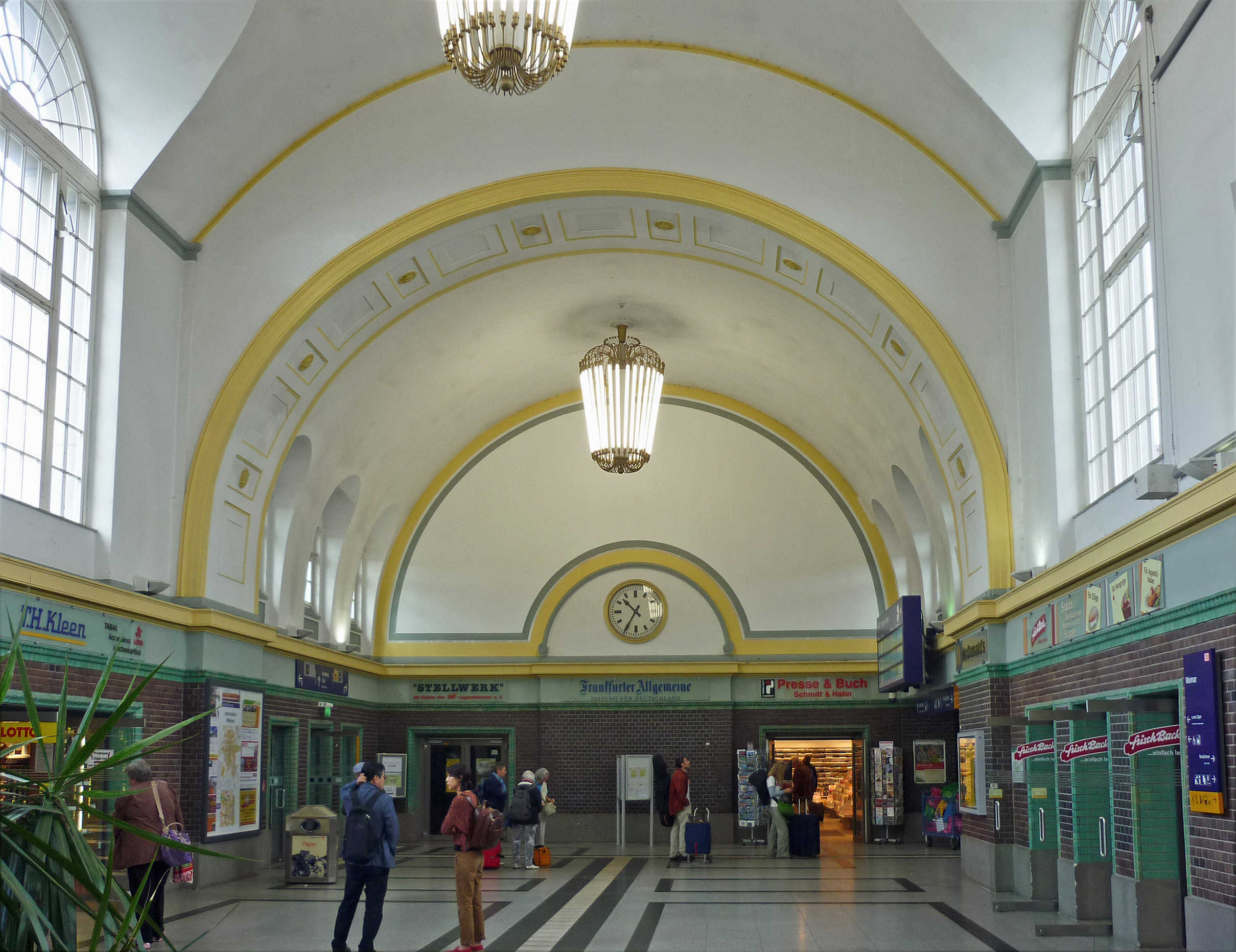
L'interno

La stazione di Weimar venne attivata il 19 dicembre 1846 come capolinea occidentale provvisorio della ferrovia Halle-Bebra, costruita e gestita dalla Thüringische Eisenbahn-Gesellschaft. Il 1º aprile dell'anno successivo venne attivato un ulteriore tronco, da Weimar fino ad Erfurt.
La stazione di Weimar, posta in un'area inedificata a nord della città, presentava un fabbricato viaggiatori in elegante stile neorinascimentale italiano, progettato probabilmente da August Mons, ingegnere capo della società ferroviaria.
Il 29 giugno 1876, con l'attivazione della linea per Gera, Weimar divenne stazione di diramazione.
Nel 1887 vennero attivate le due linee secondarie per Blankenhain (successivamente prolungata a Kranichfeld) e per Rastenberg (quest'ultima a scartamento metrico); entrambe avevano origine da due stazioni minori – rispettivamente il Berkaer Bahnhof e il Rastenberger Bahnhof – ed erano collegate alla stazione di Weimar da semplici raccordi, solo in seguito utilizzati per l'esercizio regolare.
In seguito alla progressiva crescita del traffico, il fabbricato viaggiatori venne più volte adattato e ampliato, restando tuttavia insufficiente; nel 1914 se ne decise perciò l'abbattimento e la sua sostituzione con un nuovo fabbricato più ampio e più moderno, secondo il progetto di J. Saal. I lavori, dopo una pausa dovuta alla prima guerra mondiale, si conclusero nel 1922.
Nel 2005 la stazione di Weimar vinse il concorso Bahnhof des Jahres ("stazione dell'anno"), per la categoria piccole città, organizzato dall'associazione Allianz pro Schiene.